# Massaker von Batak

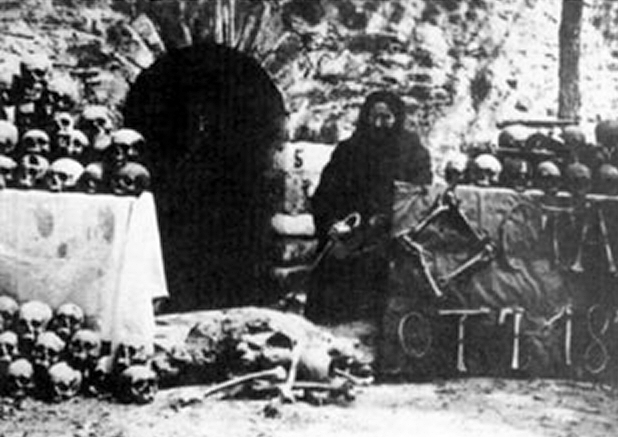
Nachträglich inszenierte Überreste vom Massaker in Batak

Das Massaker von Batak, auch Batash-Massaker, wurde 1876 während des Aprilaufstandes vom Osmanischen Reich an der Bevölkerung von Batak im heutigen Bulgarien begangen. Bei diesen Übergriffen wurden nach unterschiedlichen Schätzungen zwischen 1200 und 8000 Christen getötet. Es wurde von osmanischen Başı Bozuk aus den benachbarten Pomak-Dörfern unter dem direkten Kommando von Ahmed aga Barutanliya ausgeführt. Nach dem Massaker wurde er in Diyarbakir verurteilt und inhaftiert, später jedoch von Sultan Abdülhamid II. begnadigt. Das Massaker gilt in Bulgarien als nationaler Mythos.

## Vorgeschichte und Verlauf
Batak ist eine in ein oberes und ein unteres Viertel geteilte Stadt im Rhodopengebirge. Ihre reichen Kaufleute kauften sich mehrfach, zuletzt 1657, von der Islamisierung frei. Batak blieb so eine Insel des Christentums.
Am 21. Februar 1876 gründete Panajot Wolow unter dem Vorsitz von Peter Goranow in Batak ein Revolutionskomitee der IRO, das in den folgenden Monaten 1100 Aufständische aus der Region organisierte und bewaffnete. Nach dem Ausbruch des Aprilaufstandes wurde am 22. Apriljul. / 4. Mai 1876greg. eine unabhängige Republik ausgerufen. Batak war für die folgenden zehn Tage frei und stand unter der Leitung des Revolutionskomitees.
Als die türkische Presse über die Aufständischen berichtete, wurde die osmanische Regierung aufmerksam und beschloss einzugreifen. Am 30. Apriljul. / 12. Mai 1876greg. wurde Batak von einer türkischen Armee aus 8000 Soldaten und irregulären Truppen, den sog. Başı Bozuk, nach einigen Meinungen auch Pomaken aus den umliegenden muslimischen Dörfern unter der Führung von Ahmet Aga Barun Tan umzingelt. Die ersten Kämpfe fanden noch am selben Tag im unteren Viertel statt. Die Kaufleute und Ältesten von Batak beschlossen aufgrund der militärischen Übermacht der Osmanen die Aufnahme von Verhandlungen mit Ahmet Aga Barun Tan. Dieser versprach den Abzug der osmanischen Truppen unter der Bedingung der Herausgabe der Waffen und Munition der Aufständischen. Im Gegenzug sollte das Leben der Einwohner verschont werden, eine zu damaliger Zeit übliche Praxis.
Am 1. Maijul. / 13. Mai 1876greg. fand die erste Übergabe statt. Nachdem einige der Aufständischen ihre Waffen abgegeben hatten, griffen die Başı Bozuk die wehrlose Bevölkerung an. Der Großteil von ihnen wurde geköpft. Der Kampf dauerte fünf Tage und Nächte und erstreckte sich auf den Ort Galagonkata, Bogdan Haus (das Haus der Kaufmannsfamilie Bogdanow), die Schule Kyrill und Method und die Kirche „Sweta Nedelja“. Am 2. Maijul. / 14. Mai 1876greg. fiel das Bogdan Haus. Die Kirche „Sweta Nedelja“ wurde zur letzten Festung des Aprilaufstandes und ist das einzige erhalten gebliebene Gebäude. Die Schätzungen über die Zahl der Opfer reichen je nach Quelle von 1.200 bis 8.000, wobei die häufigste Schätzung bei 5.000 Opfern liegt. Laut Robert More starben während des Massakers zwischen 3000 und 4000, nach der Times 5000, laut Januarius MacGahan, dem Korrespondenten der Londoner „The Daily News“, ca. 7000 Personen.

## Reaktionen im Ausland

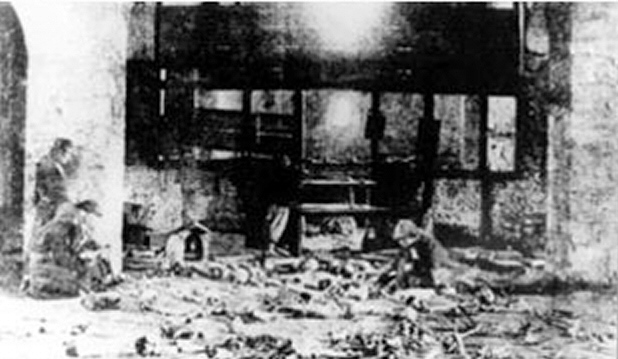
Nachträglich inszenierte Gebeine der Opfer des Massakers von Batak

In der westlichen Öffentlichkeit wurde das Vorgehen der osmanischen Truppen scharf kritisiert. „In den Gräueltaten gibt es in der Welt einen Punkt, den man nicht überschreiten kann. Die Türken haben ihn in Batak weit überschritten.“, schrieb der amerikanische Journalist MacGahan als Sonderkorrespondent der englischen Zeitung „Daily News“. Victor Hugo, Dostojewski, Aksakow, Garibaldi und weitere namhafte Persönlichkeiten protestierten.
Nach Winfried Baumgart kamen die vorausgegangenen „ebenso grausamen Niedermetzelungen türkischer Siedler durch bulgarische Christen... durch die russischen Zweckmeldungen und die englischen Atrocity Meetings nicht ans Tageslicht“. Die vor allem von Whigs wie Gladstone vorangetriebene „Klischeevorstellung“ der Grausamkeit und Rückständigkeit des Osmanischen Reiches ist für Baumgart einer der Gründe, warum Großbritannien nicht zugunsten der Türkei intervenierte. Da die politischen Interessen der anti-osmanischen öffentlichen Meinung zuwiderliefen, versuchte die britische Regierung, gegen die öffentliche Stimmung zu arbeiten. „Die antitürkische und probulgarische Stimmung in der Gesellschaft torpedierte die Politik des Premierministers Benjamin Disraeli und schuf die internationalen Bedingungen für die russische Invasion im Jahr 1877.“
Aus diesem Grund nutzte auch Russland die Ereignisse von Batak zur Motivierung des Russisch-Osmanischen Krieges (1877–1878), der überwiegend auf dem Gebiet Bulgariens stattfand, und für seine Kriegspropaganda. Im Rahmen des Panslawismus empfand sich Russland als Schutzmacht der Bulgaren. Nach der Befreiung Bulgariens im Jahre 1878 kehrten die am Leben gebliebenen Einwohner von Batak, etwa 1200 Personen (Die Anzahl der Einwohner soll vor dem Massaker etwa 9000 betragen haben), zurück und begannen, ihre niedergebrannten Häuser wieder aufzubauen.

## Bilderstreit 2007

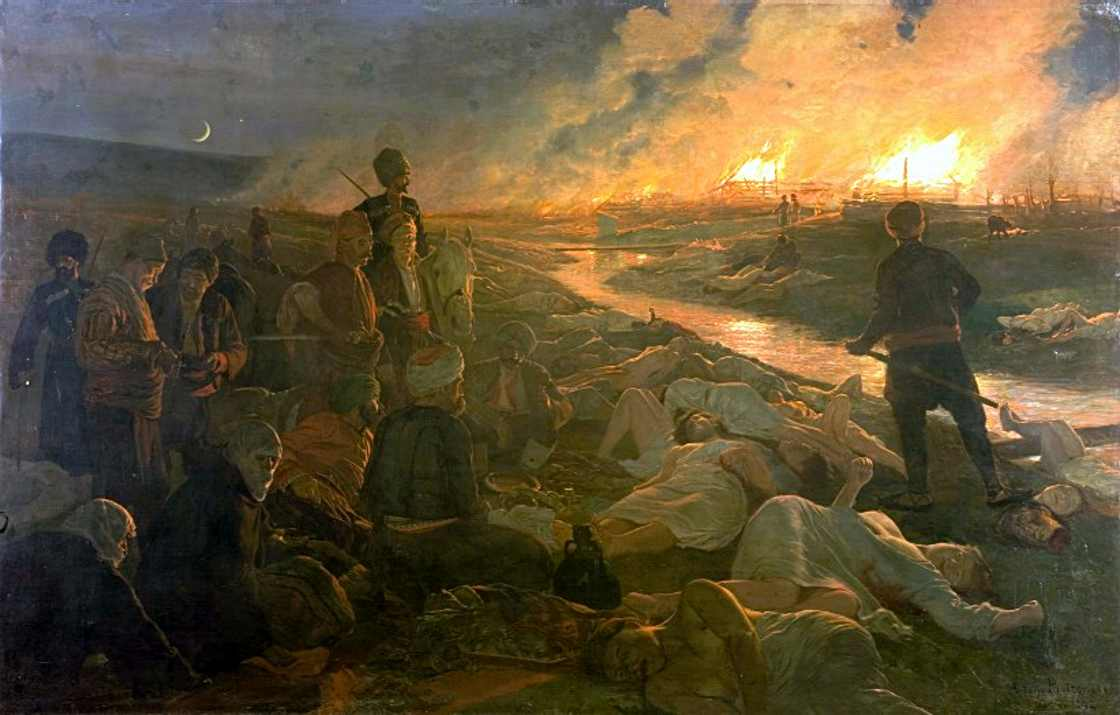
Das Massaker von Batak

Im Frühjahr 2007 plante das Osteuropainstitut der Freien Universität Berlin in Sofia und Batak eine Konferenz mit dem Titel Feindbild Islam – Geschichte und Gegenwart anti-islamischer Stereotypen in Bulgarien am Beispiel des Mythos vom Massaker in Batak sowie die Ausstellung Batak als bulgarischer Erinnerungsort. Ziel der Konferenz war es, frühere Untersuchungen des Einsatzes von Medien zur Instrumentalisierung des Massakers zu präsentieren, die zur Bildung eines nationalen Mythos führten.

Nach bulgarischen Protesten (Präsident, Presse und Teile der Bulgarischen Akademie der Wissenschaften) wurden Konferenz und Ausstellung am 17. Mai 2007 abgesagt. In Bulgarien befürchteten einige Kreise, dass das Massaker in Frage gestellt würde. Das Projekt wurde als Provokation betrachtet. Gleichwohl steht das aktuelle Bild vom „Massaker von Batak“ als „nationaler Mythos“ in der Kritik der Historiker. Nachdem die Entstehungsgeschichte des Gemäldes von 1892 „Das Massaker von Batak“ von Antoni Piotrowski durch die Kunsthistorikerin Martina Baleva ergründet worden war, sah sich diese anschließend massiver Bedrohung ausgesetzt. Martina Baleva hatte das Bild Piotrowskis genau analysiert und, laut Spiegel, herausgefunden, 
dass der Maler sich für seine Darstellung auf Fotografien stützte, die er zwölf Jahre nach den Ereignissen inszeniert hatte und die seitdem als authentische Aufnahmen des Massakers in der nationalen Geschichtsschreibung kursieren. Durch Steuerregister aus der Zeit ermittelte Baleva außerdem, dass die Opferzahlen damals aus patriotischen Propagandagründen drastisch übertrieben wurden.
Kritiker Balevas bezogen sich vor allem darauf, dass Baleva bei ihrer Analyse die Augenzeugenberichte der wenigen Überlebenden nicht berücksichtigt und sich nur auf kunsthistorische Quellen und Medien (vor allem Bilder) gestützt habe. In Bulgarien ist Batak untrennbar mit der Erinnerung an das 500-jährige „Türkische Joch“ und der bulgarischen Identität verbunden. Der Spiegel stellt des Weiteren dar, dass die Angriffe auf Baleva, die Morddrohungen erhielt, über die WAZ-Medien weiterverbreitet wurden, während die „wohl seriöseste“ Zeitung, Dnevnik die Entgleisungen der Boulevardpresse dokumentierte und das Geschehene als eine üble Groteske bezeichnete. Die WAZ nahm danach stärkeren Einfluss auf die Redaktion ihrer Blätter in Bulgarien.

## Heiligsprechung

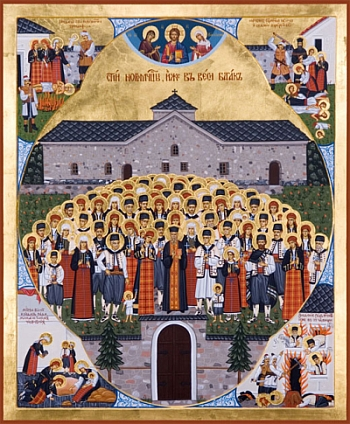
Die heiligen Märtyrer von Batak (Ikone)

Am 17. Mai 2006 gab die Bulgarische Orthodoxe Altkalendarische Kirche die Heiligsprechung der Märtyrer von Batak bekannt. Die erste Ikone (siehe Bild rechts) wurde im Kloster Knjagina Elisaweta in Etna (Kalifornien) gefertigt.
Im März 2011 beschloss die Synode der Bulgarisch-Orthodoxen Kirche die Heiligsprechung der „Märtyrer von Batak“. Am 3. April des gleichen Jahres fand in der Patriarchenkathedrale Alexander-Newski-Kathedrale in Sofia die festliche Liturgie der Kanonisation statt. Fast zwei Monate später gab die Heilige Synode der Russisch-Orthodoxen Kirche die Anerkennung und Aufnahme im Kalender der Heiligen Märtyrer von Batak bekannt.

## Einzelbelege
1. ↑  Methodius Draginow: Die Belowo Chronik
2. ↑  Iwan Wazow; Im Schoße der Rhodopen. Wanderungen durch Bulgarien
3. ↑  Sahari Stojanow (Hrsg.): „Chronik der bulgarischen Aufstände von 1875/1876. Geschichte von Augenzeugen“
4. ↑  Religion, Ethnicity and Contested Nationhood in the Former Ottoman Space, Editors J. Rgen Nielsen, Jørgen S. Nielsen, Verlag BRILL, 2011, ISBN 9004211330, p. 282.
5. ↑  James J. Reid: Batak 1876: Ein Massaker und seine Bedeutung. In: Journal of Genocide Research. 2. Jahrgang, Nr. 3, 2000, S. 375–409, doi:10.1080/713677621 (https://www.tandfonline.com/doi/abs/10. 1080/713677621 [abgerufen am 24. April 2022]).
6. ↑  More, 1877, S. 89–90
7. ↑  MacGahan über die Türkische Herrschaft in Bulgarien
8. ↑  Robert Jasper More: Under the Balkans. Notes of a Visit to the District Philippopolis in 1876
9. ↑  Winfried Baumgart: Vom europäischen Konzert zum Völkerbund. Friedensschlüsse und Friedenssicherung von Wien bis Versailles, Darmstadt 1987, S. 31.
10. ↑  Winfried Baumgart: Vom europäischen Konzert zum Völkerbund. Friedensschlüsse und Friedenssicherung von Wien bis Versailles, Darmstadt 1987, S. 30.
11. ↑  K. Popek, The Manipulation of Photographs by Dimitar Cavra and Its Influence on the Creation of the Myth of the Batak Massacre (1876) in Bulgarian Historiography, [in:] Cryptohistories, ed. R. Borysławski, M. Kubisz, A. Bemben, J. Jajszczok, J. Gajda, Newcastle upon Tyne 2015, p. 115–126.
12. ↑  Klaus Köhler: Alles in Butter: wie Walter Kempowski, -Bernhard Schlink und Martin Walser den Zivilisationsbruch unter den Teppich kehren, Verlag Königshausen & Neumann, 2009, S. 7–10
13. ↑  Batak als bulgarischer Erinnerungsort. (Seite nicht mehr abrufbar, festgestellt im April 2019. Suche in Webarchiven)  Info: Der Link wurde automatisch als defekt markiert. Bitte prüfe den Link gemäß Anleitung und entferne dann diesen Hinweis. Bulgarische Botschaft Berlin, Zugriff am 13. Juli 2011
14. ↑  Terror um ein Bild. In: Der Spiegel 47/2007, Hamburg, 19. November 2007, S. 74ff. ISSN 0038-7452
15. ↑  https://journals.ub.uni-heidelberg.de/index.php/kb/article/download/11856/5713
16. ↑  Цъкровна прослава на Баташките мъченици на 17 май 2006 г. auf der Seite der Bulgarisch-Altkalendarisch-Orthodoxe Kirche, Zugriff am 12. Juli 2011
17. ↑  Heiligsprechung der Märtyrer von Batak (bulg.) (Memento vom 4. September 2013 im Internet Archive) auf dem Portal www.pravoslavie.bg, Zugriff am 12. Juli 2011
18. ↑  Die Heilige Synode der Russisch-Orthodoxen Kirche traf die Entscheidung die Heiligen Märtyrer von Batak zu würdigen (bulg.) (Memento des Originals vom 30. August 2011 im Internet Archive)  Info: Der Archivlink wurde automatisch eingesetzt und noch nicht geprüft. Bitte prüfe Original- und Archivlink gemäß Anleitung und entferne dann diesen Hinweis., auf der Seite des bulgarischen Patriarchs, Zugriff am 12. Juli 2011